# Tropistes
Tropistes is een geslacht van vliesvleugeligen (Hymenoptera) uit de familie van de gewone sluipwespen (Ichneumonidae). De wetenschappelijke naam werd voor het eerst geldig gepubliceerd door Gravenhorst in 1829.
Gravenhorst beschreef Tropistes als een subgenus van Banchus. Hij beschreef tevens de eerste soort, Tropistes nitidipennis, vermoedelijk gevangen in de omgeving van Hannover.

## Soorten
- T. burakowskii (Sawoniewicz, 1996)
- T. falcatus (Thomson, 1884)
- T. hebraicator Aubert, 1982
- T. nitidipennis Gravenhorst, 1829
- T. scoticus Schwarz & Shaw, 2011